# Jeff Lynne
Jeff Lynne neix a Birmingham el 30 de desembre de 1947. Les primeres passes musicals, sent amb prou feines un adolescent, les fa a un grup local de nom The Chads. Posteriorment, funda idle Race el 1967. Després de gravar dos esplèndids discs, amb poc èxit comercial, però molt bones crítiques, s'uneix a The Move el 1969, a petició del seu líder, Roy Wood. Allà coincideix amb Bev Bevan, futur bateria de l'Electric Light Orchestra. Després de col·laborar amb les seves composicions als dos últims LPS del grup, Looking On i Message From The Country, Wood i Lynne decideixen reorientar les seves idees musicals i fer-les més ambicioses, i això dona com a conseqüència la creació d'un dels millors grups de pop-rock dels 70, Electric Light Orchestra.
Al començament, la seva música s'orienta cap al rock simfònic d'inspiració beatleniana, per al qual contracten músics de formació clàssica. El seu primer disc apareix el 1971, amb el nom del mateix conjunt. De seguida, Roy Wood decideix abandonar l'ELO, i inicia la seva carrera en solitari que donarà lloc a formacions com Wizzard o Wizzo, molt respectades per la crítica anglesa especialitzada.
El 1972, Jeff es troba sol al capdavant del seu grup. El primer disc de la nova etapa (ELO-2) surt a la venda el 1973 i segueix la mateixa línia musical de l'anterior, grans melodies i complicats arranjaments de corda, del qual són exemple cançons com Kuiama o From The Sun To The World. El 1973, apareix On The Third Day, amb esplèndids senzills com Showdown i Dt.-Dt.-Belle. Posteriorment, Jeff Lynne crea Eldorado (1974), on destaca Can't Get It Out Of My Head, i Face The Music (1975) amb dues cançons de força èxit: Evil Woman i Strange Magic, amb les quals ja s'endinsen a terrenys musicalment més accessibles per al gran públic.
El 1976, amb l'aparició d'A New World Record fa un disc gairebé perfecte. D'això donen mostra Telephone Line, Livin' Thing, Rockaria o Shangri-La. La banda inicia una etapa on la comercialitat de la seva música va unida a una indubtable qualitat molt inspirada en les composicions de Lennon i McCartney, però preparada amb tocs simfònics i creant un so característic que ha fet Electric Light Orchestra inconfusible des de llavors. La seva següent obra va ser un disc doble de títol Out Of The Blue (1977), que confirma l'anterior i que continua sent avui el favorit de la majoria dels seus seguidors. Els seus grans èxits van ser Mr. Blue Sky, Sweet Talkin' Woman i Turn To Stone.
Ja molt a prop de la nova dècada, Jeff Lynne arriba amb el seu grup al cim de les llistes amb Discovery (1979), el qual conté clàssics com Don't Bring Me Down, Last Train To London, Shine A Little Love o Confusion. Després de la desafortunada pel·lícula Xanadu (1980), on l'ELO col·labora amb 5 temes, treuen Time (1981), que també arriba al nº1 de les llistes angleses i on sobresurten Twilight, Rain Is Falling, Ticket To The Moon i Hold On Tight.
Posteriorment, apareixen Secret Messages (1983) i Balance of Power (1986), on es percep una certa pèrdua d'il·lusió per part del cofundador d'ELO, i això provoca provocant la separació del grup aquell mateix any, perquè Jeff Lynne volia iniciar una nova etapa com a productor dels seus ídols musicals. Al primer d'aquests dos discos pertanyen les notables Rock And Roll Is King i Secret Messages, i al segon, So Serious, Getting To The Point i Calling America, el seu últim èxit abans de la separació.
En 1987, Jeff i George Harrison parlen amb Tom Petty, Roy Orbison i Bob Dylan, i sorgeix el supergrup Traveling Wilburys, que produeix dos notables discs (Traveling Wilburys Vol. 1 i Traveling Wilburys Vol. 3, de 1987 i 1989 respectivament), amb força èxit de crítica i públic. La mort sobtada d'Orbison provoca la desaparició de la formació, malgrat que Tràveling Wilburys-3 es va fer ja sense la seva participació.
Els següents anys, Jeff comença la seva etapa com a productor per a artistes de la talla de George Harrison (Cloud Nine), Roy Orbison (Mystery Girl), Tom Petty (Full Moon Fever i Into The Great Wide Open), Joe Cocker (Night Calls), Tom Jones (The Leaf And How To Swing It), Randy Newman (Land Of Dreams), Ringo Starr (Time Takes Time), Paul McCartney (Flaming Pie) o els mateixos Beatles al seu Anthology (1996), produint dues noves cançons de John Lennon no editades fins a la data: Free As A Bird i Real Love. Tot i això, troba energies per publicar el 1990 el seu únic disc en solitari fins ara: el notable Armchair Theatre, que passa desapercebut.
El 2001, Jeff Lynne ressuscita el seu grup de sempre, Electric Light Orchestra amb un formidable treball titulat Zoom, on destaquen les seves dues primeres cançons Alright i Moment IN Paradise, i reunint nous músics (només sobreviu de la formació clàssica el teclista Richard Tandy).
Posteriorment, el 2003 Jeff participa en el concert-homenatge al mort George Harrison, gran amic seu, al costat de figures com Eric Clapton, Paul McCartney o Ringo Starr en un memorable i irrepetible espectacle musical. També produeix el pòstum treball musical de l'ex Beatle: Brainwashed.
Recentment, torna a la càrrega amb la musculosa tornada de Tom Petty: Highway Companion (2006), una altra producció excel·lent, marca de la casa.